# 法爾蘭湖

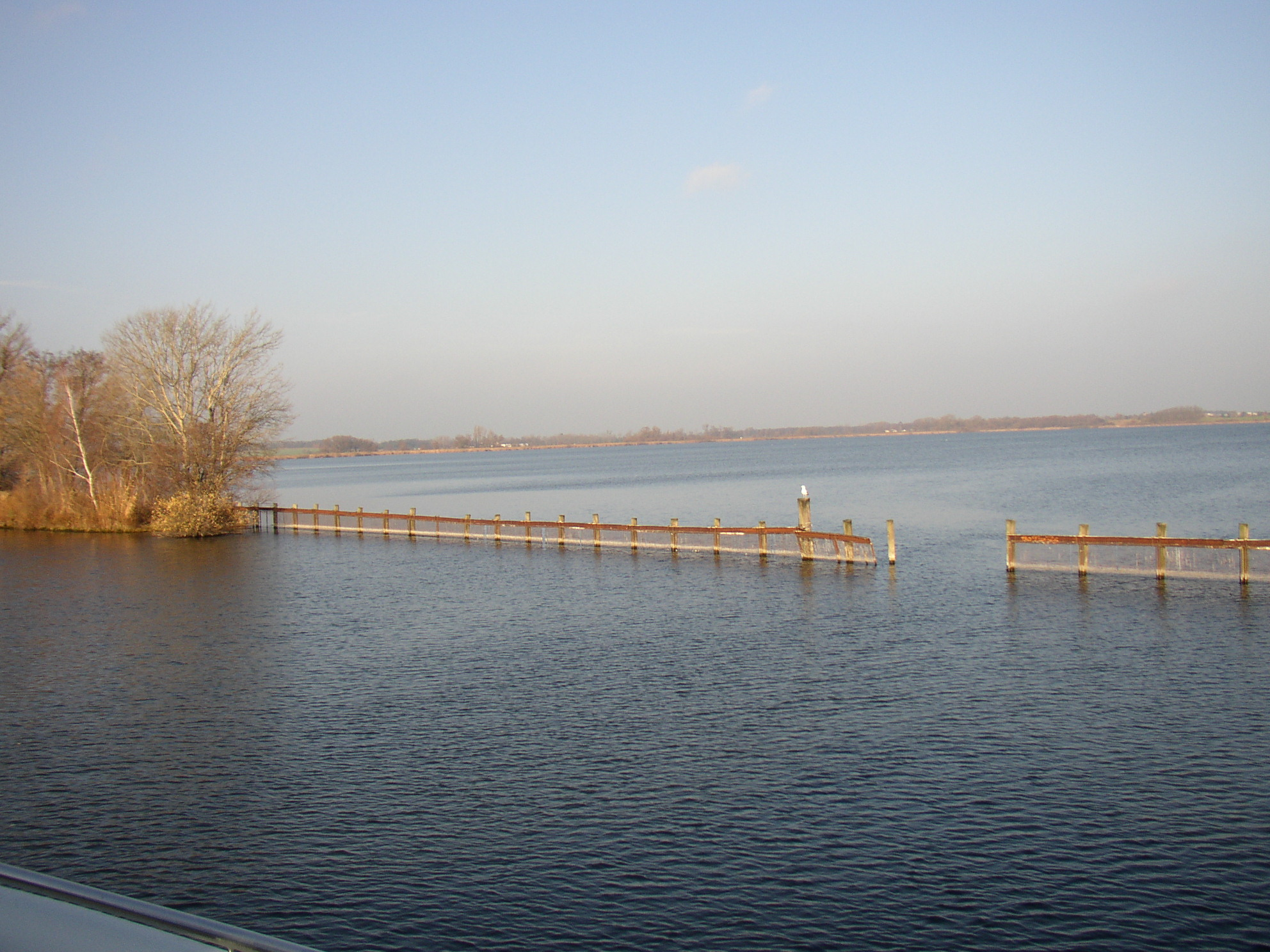

52°26′39″N 13°1′25″E / 52.44417°N 13.02361°E
法爾蘭湖（德語：Fahrlander See），是德國的湖泊，位於該國東北部，由勃蘭登堡州負責管轄，處於波茨坦西北部，面積2.1平方公里，海拔高度29米，平均水深3米，最大水深6.1米。